# 里仁乡 (泗阳县)
里仁乡，是中华人民共和国江苏省宿迁市泗阳县下辖的一个乡镇级行政单位。2020年7月，撤销爱园镇、里仁乡，设立新的爱园镇。以原爱园镇、里仁乡的行政区域为爱园镇行政区域。

## 行政区划
里仁乡下辖以下地区：
里仁社区、朝阳社区、幸福村、晏钱村、丁窑村、张郑村、河滨村、徐营村、大庄村、朱家圩村和红豆村。